# الکس ویلکینسون
الکس ویلکینسون (انگلیسی: Alex Wilkinson؛ زاده ۱۳ اوت ۱۹۸۴) یک بازیکن فوتبال است.